# Narsingdi
Narsingdi är en stad i Dhakaprovinsen i Bangladesh och är belägen några mil nordost om Dhaka. Staden hade 146 115 invånare vid folkräkningen 2011, med förorter 185 128 invånare. Stadens namn kommer från en inflytelserik zamindar, Narsingha Paul. Narsingdi blev en egen kommun 1972.